# Fußball-Bundesliga 1990/91 (Frauen)
Die Fußball-Bundesliga 1990/91 war die erste Saison der Fußball-Bundesliga der Frauen. Erster Bundesligameister wurde der TSV Siegen, der sich durch einen 4:2-Finalsieg über den FSV Frankfurt seine dritte Meisterschaft sicherte und den Titel aus der Vorsaison verteidigen konnte.

## Nord

### Abschlusstabelle
| Pl. | Verein                      | Sp. | S  | U | N  | Tore    | Diff. | Punkte |
| --- | --------------------------- | --- | -- | - | -- | ------- | ----- | ------ |
| 1.  | TSV Siegen (M)              | 18  | 15 | 3 | 0  | 085:700 | +78   | 33:30  |
| 2.  | KBC Duisburg                | 18  | 10 | 7 | 1  | 047:160 | +31   | 27:90  |
| 3.  | SSG 09 Bergisch Gladbach    | 18  | 11 | 4 | 3  | 043:220 | +21   | 26:10  |
| 4.  | Schmalfelder SV             | 18  | 9  | 3 | 6  | 035:220 | +13   | 21:15  |
| 5.  | VfB Rheine                  | 18  | 8  | 3 | 7  | 029:340 | −5    | 19:17  |
| 6.  | VfR Eintracht Wolfsburg     | 18  | 7  | 4 | 7  | 043:340 | +9    | 18:18  |
| 7.  | Fortuna Sachsenroß Hannover | 18  | 5  | 5 | 8  | 026:380 | −12   | 15:21  |
| 8.  | SC Poppenbüttel             | 18  | 3  | 5 | 10 | 025:350 | −10   | 11:25  |
| 9.  | SV Wilhelmshaven            | 18  | 4  | 2 | 12 | 025:560 | −31   | 10:26  |
| 10. | 1. FC Neukölln              | 18  | 0  | 0 | 18 | 008:102 | −94   | 0:36   |

| (M) | Deutscher Meister 1989/90 |

### Kreuztabelle
Die Kreuztabelle stellt die Ergebnisse aller Spiele dieser Saison dar. Die Heimmannschaft ist in der linken Spalte aufgelistet und die Gastmannschaft in der obersten Reihe.
| 1990/91 Nord | 1990/91 Nord                | TSV Siegen | KBC Duisburg | SSG 09 Bergisch Gladbach | Schmalfelder SV | FFC Heike Rheine | VfR Eintracht Wolfsburg | Fortuna Sachsenroß Hannover | SC Poppenbüttel | SV Wilhelmshaven | 1. FC Neukölln |
| 1.           | TSV Siegen                  | –          | 0:0          | 4:0                      | 3:1             | 6:0              | 6:0                     | 6:2                         | 5:1             | 5:0              | 10:0           |
| 2.           | KBC Duisburg                | 1:1        | –            | 1:2                      | 1:1             | 7:1              | 5:2                     | 0:0                         | 1:1             | 3:1              | 4:0            |
| 3.           | SSG 09 Bergisch Gladbach    | 0:2        | 2:2          | –                        | 1:0             | 0:2              | 2:2                     | 4:0                         | 2:1             | 2:1              | 6:0            |
| 4.           | Schmalfelder SV             | 0:4        | 1:2          | 1:1                      | –               | 1:0              | 2:3                     | 4:0                         | 2:1             | 2:0              | 7:0            |
| 5.           | VfB Rheine                  | 0:5        | 0:1          | 1:3                      | 4:0             | –                | 2:0                     | 0:1                         | 1:1             | 2:0              | 1:0            |
| 6.           | VfR Eintracht Wolfsburg     | 0:0        | 1:3          | 1:2                      | 1:2             | 1:2              | –                       | 3:1                         | 1:1             | 3:0              | 8:0            |
| 7.           | Fortuna Sachsenroß Hannover | 1:5        | 1:1          | 2:2                      | 0:2             | 3:3              | 2:4                     | –                           | 1:0             | 3:0              | 4:0            |
| 8.           | SC Poppenbüttel             | 1:8        | 0:2          | 0:2                      | 0:0             | 1:2              | 0:2                     | 1:1                         | –               | 1:2              | 7:2            |
| 9.           | SV Wilhelmshaven            | 0:5        | 2:4          | 2:6                      | 0:5             | 3:3              | 3:3                     | 2:1                         | 1:6             | –                | 6:1            |
| 10.          | 1. FC Neukölln              | 0:10       | 0:9          | 0:6                      | 1:4             | 1:5              | 1:8                     | 1:3                         | 0:2             | 1:2              | –              |

## Süd

### Abschlusstabelle
| Pl. | Verein             | Sp. | S  | U | N  | Tore    | Diff. | Punkte |
| --- | ------------------ | --- | -- | - | -- | ------- | ----- | ------ |
| 1.  | FSV Frankfurt (P)  | 18  | 11 | 6 | 1  | 051:150 | +36   | 28:80  |
| 2.  | TuS Niederkirchen  | 18  | 12 | 2 | 4  | 065:210 | +44   | 26:10  |
| 3.  | VfR 09 Saarbrücken | 18  | 9  | 7 | 2  | 044:190 | +25   | 25:11  |
| 4.  | Bayern München     | 18  | 7  | 6 | 5  | 022:140 | +8    | 20:16  |
| 5.  | SG Praunheim       | 18  | 7  | 6 | 5  | 024:320 | −8    | 20:16  |
| 6.  | SC Klinge Seckach  | 18  | 5  | 8 | 5  | 020:260 | −6    | 18:18  |
| 7.  | VfL Sindelfingen   | 18  | 6  | 5 | 7  | 027:300 | −3    | 17:19  |
| 8.  | VfL Ulm/Neu-Ulm    | 18  | 4  | 3 | 11 | 015:400 | −25   | 11:25  |
| 9.  | SC 07 Bad Neuenahr | 18  | 3  | 2 | 13 | 013:520 | −39   | 08:28  |
| 10. | TuS Binzen         | 18  | 2  | 3 | 13 | 014:460 | −32   | 07:29  |

| (P) | DFB-Pokal-Sieger 1989/90 |

### Kreuztabelle
Die Kreuztabelle stellt die Ergebnisse aller Spiele dieser Saison dar. Die Heimmannschaft ist in der linken Spalte aufgelistet und die Gastmannschaft in der obersten Reihe.
| 1990/91 Süd | 1990/91 Süd        | FSV Frankfurt | TuS Niederkirchen | VfR 09 Saarbrücken | Bayern München | SG Praunheim | SC Klinge Seckach | VfL Sindelfingen | VfL Ulm/Neu-Ulm | SC 07 Bad Neuenahr | TuS Binzen |
| 1.          | FSV Frankfurt      | –             | 1:1               | 2:2                | 1:0            | 3:3          | 1:1               | 5:2              | 2:1             | 5:0                | 5:0        |
| 2.          | TuS Niederkirchen  | 1:5           | –                 | 6:1                | 4:2            | 0:1          | 7:1               | 5:1              | 2:1             | 7:1                | 4:0        |
| 3.          | VfR 09 Saarbrücken | 0:2           | 1:1               | –                  | 1:1            | 2:1          | 1:0               | 2:2              | 7:0             | 6:0                | 4:0        |
| 4.          | Bayern München     | 1:0           | 0:3               | 1:1                | –              | 0:0          | 5:0               | 1:0              | 0:0             | 2:0                | 2:0        |
| 5.          | SG Praunheim       | 0:6           | 1:8               | 0:3                | 1:0            | –            | 1:1               | 4:0              | 2:1             | 3:1                | 1:1        |
| 6.          | SC Klinge Seckach  | 1:1           | 0:2               | 0:0                | 0:0            | 2:0          | –                 | 0:1              | 2:1             | 2:1                | 1:1        |
| 7.          | VfL Sindelfingen   | 1:2           | 3:2               | 1:1                | 1:1            | 1:1          | 2:2               | –                | 0:1             | 1:0                | 0:3        |
| 8.          | VfL Ulm/Neu-Ulm    | 0:4           | 0:7               | 0:4                | 2:1            | 0:1          | 0:0               | 0:3              | –               | 6:1                | 0:0        |
| 9.          | SC 07 Bad Neuenahr | 0:0           | 2:1               | 0:5                | 0:3            | 1:1          | 1:3               | 0:5              | 1:2             | –                  | 2:0        |
| 10.         | TuS Binzen         | 1:6           | 0:4               | 2:3                | 0:2            | 2:3          | 1:4               | 0:3              | 3:0             | 0:2                | –          |

## Endrunde um die deutsche Meisterschaft

### Halbfinale
Die Spiele fanden am 2. und 9. Juni 1991 statt. Die erstgenannte Mannschaft hatte im Hinspiel Heimrecht.
|               | Gesamt |                   | Hinspiel | Rückspiel |
| ------------- | ------ | ----------------- | -------- | --------- |
| TSV Siegen    | 4:3    | TuS Niederkirchen | 2:0      | 2:3       |
| FSV Frankfurt | 8:2    | KBC Duisburg      | 3:2      | 5:0       |

### Finale
| TSV Siegen                                         | TSV Siegen | FSV Frankfurt | FSV Frankfurt |
| -------------------------------------------------- | --- | --- | ------------- |
| TSV Siegen                                         | \| Finale \| \| Sonntag, 16. Juni 1991 in Siegen (Leimbachstadion) \| \| Ergebnis: 4:2 (4:1) \| \| Zuschauer: 4.500 \| \| Schiedsrichter: Hans-Joachim Osmers (Bremen) \|                                                           | \| Finale \| \| Sonntag, 16. Juni 1991 in Siegen (Leimbachstadion) \| \| Ergebnis: 4:2 (4:1) \| \| Zuschauer: 4.500 \| \| Schiedsrichter: Hans-Joachim Osmers (Bremen) \|                                                                                        | FSV Frankfurt |
| TSV Siegen                                         | Marion Isbert – Birgit Wiese – Karin Sänger, Jutta Nardenbach – Marjan Veldhuizen, Loes Camper (70. Gaby Mink), Silvia Neid, Sissy Raith (66. Heike Czyganowski), Myriam Knieper – Martina Voss, Edit Kern Cheftrainer: Gerd Neuser | Katja Kraus – Andrea Heinrich – Kerstin Pohlmann, Dagmar Pohlmann – Daniela Stumpf, Sandra Minnert (53. Sonja Schlösser), Britta Unsleber, Gaby König, Bettina Mantel – Martina Walter (70. Steffi Jones), Katja Bornschein Cheftrainerin: Monika Koch-Emsermann | FSV Frankfurt |
| TSV Siegen                                         | 1:1 Edit Kern (11.) 2:1 Silvia Neid (20.) 3:1 Edit Kern (33.) 4:1 Martina Voss (34.) | 0:1 Britta Unsleber (4.) 4:2 Martina Walter (61.) | FSV Frankfurt |
| Finale                                             | | |               |
| Sonntag, 16. Juni 1991 in Siegen (Leimbachstadion) | | |               |
| Ergebnis: 4:2 (4:1)                                | | |               |
| Zuschauer: 4.500                                   | | |               |
| Schiedsrichter: Hans-Joachim Osmers (Bremen)       | | |               |

## Aufstiegsrunde
Grün markierte Mannschaften schafften den Aufstieg in die Bundesliga.

### NOFV-Meister und -Vizemeister
Meister und Vizemeister der letzten Saison im ehemaligen DDR-Fußball qualifizierten sich direkt für die nun gesamtdeutsche Frauen-Bundesliga.
| Mannschaft    | Liga                                 |
| ------------- | ------------------------------------ |
| USV Jena      | Meister Oberliga Nordost 1990/91     |
| FC Wismut Aue | Vizemeister Oberliga Nordost 1990/91 |

### Gruppe Nord
| Pl. | Verein                 | Sp. | S | U | N | Tore    | Diff. | Punkte |
| --- | ---------------------- | --- | - | - | - | ------- | ----- | ------ |
| 1.  | Grün-Weiß Brauweiler   | 6   | 4 | 1 | 1 | 014:800 | +6    | 09:30  |
| 2.  | Tennis Borussia Berlin | 6   | 2 | 1 | 3 | 007:800 | −1    | 05:70  |
| 3.  | STV Lövenich           | 6   | 1 | 3 | 2 | 006:700 | −1    | 05:70  |
| 4.  | TV Jahn Delmenhorst    | 6   | 1 | 3 | 2 | 007:110 | −4    | 05:70  |

### Gruppe Süd 1
| Pl. | Verein            | Sp. | S | U | N | Tore    | Diff. | Punkte |
| --- | ----------------- | --- | - | - | - | ------- | ----- | ------ |
| 1.  | TuS Ahrbach       | 6   | 6 | 0 | 0 | 027:200 | +25   | 12:0   |
| 2.  | TSV Münchhausen   | 6   | 4 | 0 | 2 | 011:600 | +5    | 08:40  |
| 3.  | Wacker München    | 6   | 2 | 0 | 4 | 007:100 | −3    | 04:80  |
| 4.  | Oster Oberkirchen | 6   | 0 | 0 | 6 | 000:270 | −27   | 0:12   |

### Gruppe Süd 2
| Pl. | Verein          | Sp. | S | U | N | Tore    | Diff. | Punkte |
| --- | --------------- | --- | - | - | - | ------- | ----- | ------ |
| 1.  | TSV Ludwigsburg | 4   | 3 | 0 | 1 | 015:500 | +10   | 06:20  |
| 2.  | DFC Spöck       | 4   | 3 | 0 | 1 | 012:300 | +9    | 06:20  |
| 3.  | SC Siegelbach   | 4   | 0 | 0 | 4 | 003:220 | −19   | 0:80   |